# Geoarchaeota
Geoarchaeota är ett fylum av arkéer inom riket Proteoarchaeota. Fylumet beskrevs år 2013 av Mark A. Kozubal, Margaret Romine, Ryan deM. Jennings, Zack J. Jay, Susannah G. Tringe, Doug B. Rusch, Jacob P. Beam, Lee Ann McCue och  William P. Inskeep. Proverna där de första medlemmarna av Geoarchaeota hittades kom från heta källor i Yellowstone nationalpark, USA.